# 합천 해인사 대장경판
합천 해인사 대장경판(陜川 海印寺 大藏經板) 또는 팔만대장경(八萬大藏經), 고려대장경(高麗大藏經, Tripitaka Koreana 트리피타카 코리아나[*])은 경상남도 합천군 해인사에 있는, 고려가 몽골의 침입을 불력(佛力)으로 막아내고자 1236년(고종 23년) 강화군에서 조판에 착수하여 15년이 지난 1251년(고종 38년)까지 총 16년에 걸쳐 완성한 고려의 대장경이다. 1962년 12월 20일에 대한민국의 국보 제32호 해인사대장경판(海印寺大藏經板)으로 지정되었다가, 2010년 8월 25일 현재의 명칭으로 변경되었다.
현존하는 세계의 대장경 가운데 가장 오래된 것일 뿐만 아니라 체재와 내용도 가장 완벽한 것으로 평가되고 있는 팔만대장경은 2007년도에 세계기록유산으로 지정되었다.
매주 주말 일반에게 공개(매주 토, 일요일 오전 10시, 오후 2시 하루 2회/ 회당 팀방 참가인원은 10~20명으로 제한/ 초등학생 미만 유아는 관람 신청 불가)된다. 해인사 총무국장 진각 스님은 팔만대장경은 불교행사나 법회때 불자 등에게 제한적으로 공개해 왔으나 일반에게 공개하기는 이번이 처음이라고 설명했다.
팔만대장경은 다 읽는데 20년이 걸린다.

## 역사
불교를 숭상한 고려는 외침(外侵, 외세의 침략)을 부처의 힘으로 막고자 방대한 대장경의 간행사업을 추진했다.
제1차는 거란의 침입으로 곤경에 직면했을 때 불력으로 물리치고자 대구 팔공산 부인사(符仁寺)에 도감(都監)을 두고, 《대반야경(大般若經)》·《화엄경(華嚴經)》·《금광명경(金光明經)》·《묘법연화경(妙法蓮華經)》 등 6,000여 권을 조조(彫造)하였다. 현종 때 시작하여 문종 때 완성된 이 초판 고본(古本) 대장경은 고종 19년(1232)의 몽골 침입 때 불타고, 일부가 일본에 전해진다.
그 후 대각국사 의천이 흥왕사(興王寺)에 교장도감(敎藏都監)을 설치하고, 송에서 가져온 불경과 요(遼) · 일본에서 수집한 불경의 총목록을 작성하고, 이에 따라 차례로 만들었다. 이것이 이른바 속대장경(續大藏經)으로 1,010부(部) 4,740여 권에 달하였으나, 몽골의 병화로 거의 없어지고 일부가 전해지고 있다.
그 후 강화도에서 몽골의 침입을 막아보고자 대대적인 조판 사업이 진행되었다. 고종 23년(1236) 강화도에 장경도감(藏經都監)을 설치하여 사업에 착수, 고종 38년(1251) 총 81,137매(枚)의 대장경을 완성하였는데, 이것이 유명한 팔만대장경(八萬大藏經)으로 합천 해인사에 보관되어 있다. 대장경의 조판으로 인쇄술의 발달과 출판 기술에 큰 공헌을 하였다. 현재 보존되어 있는 대장경판은 조선 시대에 다시 새긴 것(보유판)과 일제 강점기 때 다시 새긴 것까지 합하여 총 81,352판(板)이나 된다.

## 치수 및 재질, 개수
경판의 개당 총 길이는 68 혹은 78센티미터이며 폭은 약 24센티미터, 두께는 2.7~3.5센티미터의 범위이다.
이 경판을 모두 쌓아올리면 그 높이가 무려 3000미터가 넘는다.
이는 백두산보다 더 높은셈이다.
무게는 경판의 재질에 따라 4.4킬로그램까지 나가는 경우도 있으나, 대부분 3∼3.5킬로그램 정도이다.
경판의 재질은 자작나무로 만들어졌다고 알려져 왔으나 전자현미경으로 조사한 결과 산벚나무와 돌배나무가 대부분이다.
현재 보존되어 있는 경판의 수는 81,352장이다.
팔만대장경의 경판 숫자는 1915년 조선총독부가 처음 81,258장으로 집계했다. 정부가 1962년 국보 지정 당시 별도의 확인 작업 없이 이 숫자를 그대로 적용하면서 그동안 정확한 숫자, 훼손 여부 등을 둘러싸고 논란이 일기도 했다. 문화재청은 이에 따라 2000년부터 실시한 ‘해인사 고려대장경 디지털 영상화 및 기초자료 데이터베이스 사업’, 2014년에 수립한 ‘해인사 대장경판 중장기 종합 보존관리계획’에 따른 조사 등을 통해 최종적으로 81,352장으로 밝혀졌다. 하지만 81,352장이라는 숫자에는 일제강점기인 1915년, 1937년에 제작, 추가된 36개 경판이 포함되어있는 수치이다. 이에 대한 문화재적 가치의 견해들이 전문가는 물론 일반인들 사이에서도 엇갈리는만큼, 학문적, 사회적 합의가 절실한 상황이다.

## 문화유산 지정
팔만대장경판을 보관하고 있는 해인사 장경판전은 1995년도에 유네스코 세계문화유산으로 지정되었다. 현재 국보로 지정되어 해인사에 보관되어 있으며, 장경을 보관하고 있는 해인사 장경판전 역시 그 과학적 기술의 탁월함으로 인하여 국보로 지정되어 보존되고 있다. 해인사 대장경판 및 제(諸)경판은 2007년도에 유네스코 세계기록유산으로 지정되었다. 또한 팔만대장경 인쇄본도 강원도 평창군 등에서 문화재로 지정하여 보존하고 있다.

## 한글대장경
1964년 3월 동국대학교 역경원을 설립하여, 조계종 3대 사업으로 한글대장경 번역을 시작했다. 1965년부터 매년 8권씩 한글대장경이 간행됐고, 36년이 지난 2001년에 한글대장경 318권을 완간하였다. 팔만대장경 완성에 15년이 걸렸는데, 한글대장경은 2배가 넘는 36년이나 걸려 완성했다.

## 같이 보기
- 고려대장경
- 대장경
- 해인사
- 해인사 장경판전
- 합천 해인사 고려목판 - 국보 제206호, 보물  제734호
- 재조본 사분율 권47～50 - 보물 제1943호
- 고려대장경연구소

## 참고 문헌
- 이 문서에는 다음커뮤니케이션(현 카카오)에서 GFDL 또는 CC-SA 라이선스로 배포한 글로벌 세계대백과사전의 내용을 기초로 작성된 글이 포함되어 있습니다.